# Huellas (álbum de Yuri)
Huellas es el decimoséptimo álbum de estudio realizado por la cantante mexicana de pop latino Yuri; editándolo en el año de 1998.  Este es el único disco que realiza con la compañía discográfica Polygram en el cual se editan 12 temas con relación a la fe cristiana de la cantante Yuri y en este disco, ella pone un énfasis marcado en seguir a Cristo.

## Antecedentes
A finales de 1997 Yuri lanza al mercado musical un casete llamado "Mi Testimonio" el cual consistía en una narración hablada sobre su acercamiento a la Fe Cristiana Evangélica, y su acercamiento a Dios.  La narración de Yuri se acompaña de varias canciones de corte religioso e inspiracional.
En 1998 Yuri firma un contrato para la realización de un nuevo álbum con la empresa discográfica Polygram.

## Realización y Promoción
En el año de 1998 Yuri vuelve a los escenarios con su nuevo álbum de corte inspiracional titulado “Huellas” bajo el sello discográfico Polygram (Hoy Universal Music), de nueva cuenta experimentando con nuevos ritmos como el góspel, dance, pop, rock, blues, hip hop, entre otros.
Surgen los sencillos “¿Y tú cómo estás?" del italiano Claudio Baglioni que se coloca rápidamente en el Billboard y catapulta las ventas; "Soy feliz", un cover en español con influencias Rythm & Blues, originalmente un éxito soft rock de la banda estadounidense Seals and Crofts, que en México se posiciona en el top ten en radio; "Hoy que estamos juntos” desbancado rápidamente del top ten por la versión de Jennifer Lopez y Marc Anthony valiéndose de una distinta letra de desamor ya que Yuri hablaba de Dios en su versión. También “Ven y tócame”, este último con muy poca difusión en los medios.
Este disco muestra a una Yuri totalmente dedicada al cristianismo por lo que logra colocar a la par este disco en los primeros lugares de las emisoras evangélicas con su tema “María Magdalena”, “Jesucristo” de Roberto Carlos, y “El milagro”.
Durante la promoción de este álbum, Yuri crea controversia en los noticieros nacionales de México debido al recatamiento tan radical y sobre todo en su manera de vestir y hablar, dejando atrás la imagen de mujer fatal, y sexy rival de Madonna ya que no converge con su actual forma de vida. Este disco alcanza disco de oro en Puerto Rico por más de 50 000 copias vendidas.
A mitad del año de 1999 y al término de la promoción de este álbum y su contrato con Polygram, Yuri anuncia su retiro definitivo de los escenarios seculares para dedicarse a difundir la Palabra de Dios y hacer obras de caridad por toda América Latina. Así se despide de los escenarios portando la corona como la legendaria y absoluta reina del pop latino.

## Recepción
'Huellas' vende más de 200 000 copias en México, ganando 2 discos de Oro según AMPROFON y en Puerto Rico alcanza disco de oro por más de 50,000 copias vendidas.
El álbum también tiene un gran éxito dentro del mercado hispano de los Estados Unidos llegando a colocarse en la posición no. 12 de los mejores álbumes de Pop Latino dentro de las listas del Billboard.

## Lista de canciones
| N.º | Título                                                      | Escritor(es)                       | Duración |  |
| 1.  | «¿Y tú cómo estás? (E tu come stai)»                        | Claudio Baglioni                   | 4:12     |  |
| 2.  | «Soy feliz (Summer Breeze)»                                 | J. Seals, D. Crofts                | 3:45     |  |
| 3.  | «Hoy que estamos juntos (Non amarmi)(Ft. Rodrigo Espinoza)» | A. Baldi, G. Bigazzi, M. Falagiani | 4:26     |  |
| 4.  | «El latir de tu corazón»                                    | K. Boycet, T. Cooper, B. Cooper    | 4:16     |  |
| 5.  | «El milagro»                                                | Marcos Vidal                       | 5:41     |  |
| 6.  | «Jesucristo»                                                | Roberto Carlos                     | 3:35     |  |
| 7.  | «Huellas»                                                   | Alabína                            | 3:35     |  |
| 8.  | «La montaña»                                                | Roberto Carlos                     | 4:57     |  |
| 9.  | «Ven y tócame (Tocar voce)»                                 | Torcuato Mariano                   | 3:55     |  |
| 10. | «Deja el amor fluir»                                        | Crystal Lewis, Brian Ray           | 5:28     |  |
| 11. | «Mi familia»                                                | Patty Cabrera, Bob Parr            | 3:55     |  |
| 12. | «María Magdalena»                                           | Yuri, M. Pacho                     | 4:42     |  |